# Souleymane Faye
Souleymane Faye (Dakar, 8 febbraio 2003) è un calciatore senegalese, attaccante del Granada.

## Carriera

### Club
Cresciuto nei Galaxy Dakar, nel gennaio del 2022 è approdato in Spagna firmando con il Granada B. L'estate successiva si è trasferito al Talavera de la Reina, dove ha giocato 29 incontri e realizzato una rete.
Il 12 luglio 2023 è stato ceduto in prestito con diritto di riscatto al Betis, che lo ha assegnato alla propria seconda squadra.

### Nazionale
Ha giocato nella nazionale senegalese Under-17.
Nel 2023, con il Senegal Under-20, ha partecipato alla Coppa d'Africa Under-20, dove ha segnato in finale ed è stato nominato migliore in campo, ed al Mondiale Under-20.
Ha debuttato con la nazionale maggiore il 9 settembre 2023 nell'incontro di qualificazione per la Coppa delle nazioni africane 2023 pareggiato 1-1 contro il Ruanda.

## Statistiche

### Presenze e reti nei club
Statistiche aggiornate al 18 novembre 2023.
| Stagione        | Squadra              | Campionato      | Campionato | Campionato | Coppe nazionali | Coppe nazionali | Coppe nazionali | Coppe continentali | Coppe continentali | Coppe continentali | Altre coppe | Altre coppe | Altre coppe | Totale | Totale | Totale |
| Stagione        | Squadra              | Comp            | Pres       | Reti       | Comp            | Pres            | Reti            | Comp               | Pres               | Reti               | Comp        | Pres        | Reti        | Pres   | Reti   |        |
| --------------- | -------------------- | --------------- | ---------- | ---------- | --------------- | --------------- | --------------- | ------------------ | ------------------ | ------------------ | ----------- | ----------- | ----------- | ------ | ------ | ------ |
| 2021-2022       | Granada B            | SDR             | 14         | 0          |                 | -               | -               |                    | -                  | -                  |             | -           | -           | 14     | 0      |        |
| 2022-2023       | Talavera de la Reina | PF              | 29         | 1          |                 | -               | -               |                    | -                  | -                  |             | -           | -           | 29     | 1      |        |
| 2023-2024       | Betis B              | SF              | 7          | 1          |                 | -               | -               |                    | -                  | -                  |             | -           | -           | 7      | 1      |        |
| Totale carriera | Totale carriera      | Totale carriera | 50         | 2          |                 | -               | -               |                    | -                  | -                  |             | -           | -           | 50     | 2      |        |

### Cronologia presenze e reti in nazionale
| Cronologia completa delle presenze e delle reti in nazionale ― Senegal | Cronologia completa delle presenze e delle reti in nazionale ― Senegal | Cronologia completa delle presenze e delle reti in nazionale ― Senegal | Cronologia completa delle presenze e delle reti in nazionale ― Senegal | Cronologia completa delle presenze e delle reti in nazionale ― Senegal | Cronologia completa delle presenze e delle reti in nazionale ― Senegal | Cronologia completa delle presenze e delle reti in nazionale ― Senegal | Cronologia completa delle presenze e delle reti in nazionale ― Senegal |
| Data                                                                   | Città                                                                  | In casa                                                                | Risultato                                                              | Ospiti                                                                 | Competizione                                                           | Reti                                                                   | Note                                                                   |
| ---------------------------------------------------------------------- | ---------------------------------------------------------------------- | ---------------------------------------------------------------------- | ---------------------------------------------------------------------- | ---------------------------------------------------------------------- | ---------------------------------------------------------------------- | ---------------------------------------------------------------------- | ---------------------------------------------------------------------- |
| 9-9-2023                                                               | Butare                                                                 | Ruanda                                                                 | 1 – 1                                                                  | Senegal                                                                | Qual. Coppa d'Africa 2023                                              | -                                                                      | 79’                                                                    |
| Totale                                                                 |                                                                        | Presenze                                                               | 1                                                                      |                                                                        | Reti                                                                   | 0                                                                      |                                                                        |

## Palmarès

### Nazionale
- Coppa delle nazioni africane Under-20: 1

Egitto 2023